# Eljero Elia
Eljero Elia (Voorburg, 1987. február 13.–) holland származású labdarúgó, aki 2017-től a török İstanbul Başakşehir játékosa.
Első bemutatkozására a nemzeti csapatban 2009 szeptemberében került sor, ekkor gólt is szerzett a hollandok színeiben. A kerettagja volt annak a holland válogatottnak, amelyik részt vett a 2010-es labdarúgó-világbajnokságon, melyet Dél-Afrikában rendeztek meg.

## Pályafutása

### ADO Den Haag
Elia sok amatőr klubban megfordult már pályafutása során, mielőtt csatlakozott volna az ADO Den Haag csapatához. Első debütálása a felnőtt csapatban 2004-ben történt meg, a szezonban négyszer szerepelt az ifjú szélső, de csak egy találatot jegyzett. Később a dolgok rosszul kezdtek alakulni Eljero karrierje során, mikor a holland csapat új vezetőedzőt szerződtetett, név szerint Lex Schoenmakert. Elia és az új menedzser között egyre több konfliktus keletkezett, ezért a fiatal középpályás úgy döntött, kész elhagyni klubját, így nagyon fiatalon átkerült az FC Twente csapatába.

### Twente

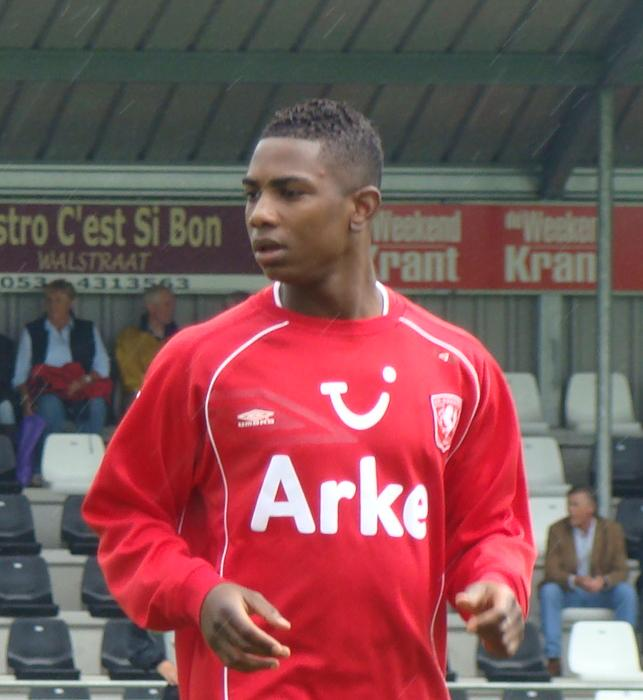
Elia a Twente színeiben

Mikor átigazolt, nem csak az FC Twente akarta megszerezni, hanem az Ajax csapata is komolyabban érdeklődött iránta. Viszont Elia azért nem választotta az Ajaxot, mert az abban akart megállapodni, hogy ha odaigazol, akkor kölcsönben kell szerepelnie volt klubjában, az ADO Den Haagban. Mivel a csapat az Eerste Divisie-ben játszott, ezért Elia nem volt hajlandó megállapodni az amszterdami csapattal, inkább a Twentéhez állt. Mikor játéklehetőséghez jutott, nagyon jó teljesítményt produkált az első szezonban. 2008-ban megválasztották az év tehetséges holland labdarúgójának, így egyre népszerűbbé vált Európában.

### Hamburg
A nyár folyamán rengeteg pletyka jelent megarról, hogy Elia távozni készül a FC Twente csapatából. A sok hír valósnak bizonyult ugyanis 2009. július 5-én Elia  ötéves  szerződést kötött a német Hamburger SV csapatával, 8.9 millió euróért. 2009. augusztus 8-án mutatkozott be a csapatban, mikor a szezonnyitó meccsen csereként állt be.
2010 márciusában Elia egy gyenge minőségű tetoválás miatt kapott súlyos fertőzéstől egyre gyengébb formában játszott. Azóta egy másik német csapat, a Werder Bremen megtiltotta a hasonló jellegű beavatkozásokat.

### Juventus
2011. augusztus 31-én az átigazolási piac utolsó napján a fiatal holland aláírt egy szerződést az olasz Juventus FC csapatával négy évre, 9 millió euró ellenében.

## Válogatott
Elia először 2005-ben a Holland U19-es csapatban debütált nemzetközileg. Mivel nagyon tehetséges játékos volt, ezért 2006-ban már az U21-es válogatottba szerepelt. A hollandok szövetségi kapitánya, Bert van Marwijk behívta egy angol válogatott elleni barátságos mérkőzésre.
2009. szeptember 6-án mutatkozott be először az első csapatban a japán válogatott ellen egy barátságos mérkőzést követően, mikor Arjen Robben helyére jött be a félidő után. Első hivatalos mérkőzése a felnőtt csapatban nagyon jóra sikeredett, ugyanis adott 2 gólpasszt a meccsen, a végeredmény 3-0-ra végződött. 2009. szeptember 9-én második mérkőzését játszotta Hollandia színeiben Elia, és lőtt is egy gólt, amivel a holland válogatott legyőzte 1-0-ra skót válogatottat. Második gólját, csereként beállva a magyar válogatott ellen szerezte egy barátságos mérkőzésen, ahol a hollandok 6-1-re nyertek.

### 2010-es világbajnokság
2010. május 27-én Bert van Marwijk kinevezte 23 fős keretét, akik részt vesznek a 2010-es világbajnokságon, Elia neve is ott szerepelt az utazó keretben. A dán válogatott elleni 2-0-s győztes mérkőzésen Elia leosztott egy gólpasszt – mikor eltalálta a kapufát, akkor csapattársa Dirk Kuyt elé pattant a labda aki értékesítette a helyzetet.
Hollandok második csoportköri mérkőzését a japán válogatott ellen játszották, ahol Elia a 72. percben állt be csereként.
A csoportkör utolsó mérkőzésén Elia, a 66. percben állt be Dirk Kuyt helyére, a kameruni válogatott elleni mérkőzésen.

### Válogatott góljai
| #  | Időpont             | Helyszín                               | Ellenfél     | Állás | Végeredmény    | Kiírás       |
| -- | ------------------- | -------------------------------------- | ------------ | ----- | -------------- | ------------ |
| 1  | 2009. szeptember 9. | Hampden Park, Glasgow, Skócia          | Skócia       | 1–0   | Győzelem (1-0) | vb-selejtező |
| 2, | 2010. június 5.     | Amsterdam Arena, Amszterdam, Hollandia | Magyarország | 5–1   | Győzelem (6-1) | Barátságos   |

## Statisztika

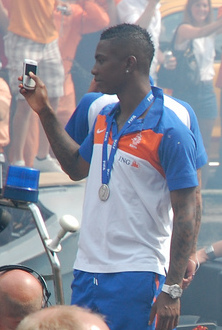
Elia a holland válogatottban

Legutóbb 2019. március 17-én lett frissítve:
| Klub                     | Szezon         | League          | League | Kupa            | Kupa  | Nemzetközi      | Nemzetközi | Összesen        | Összesen |
| Klub                     | Szezon         | Pályára lépések | Gólok  | Pályára lépések | Gólok | Pályára lépések | Gólok      | Pályára lépések | Gólok    |
| ------------------------ | -------------- | --------------- | ------ | --------------- | ----- | --------------- | ---------- | --------------- | -------- |
| ADO Den Haag             | 2004–05        | 4               | 1      | 0               | 0     | —               | —          | 4               | 1        |
| ADO Den Haag             | 2005–06        | 30              | 2      | 0               | 0     | —               | —          | 30              | 2        |
| ADO Den Haag             | 2006–07        | 25              | 3      | 1               | 0     | —               | —          | 26              | 3        |
| összesen                 | összesen       | 59              | 6      | 1               | 0     | —               | —          | 60              | 6        |
| Twente                   | 2007–08        | 30              | 2      | 0               | 0     | 6               | 0          | 36              | 2        |
| Twente                   | 2008–09        | 34              | 9      | 5               | 4     | 8               | 1          | 47              | 14       |
| összesen                 | összesen       | 64              | 11     | 5               | 4     | 14              | 1          | 83              | 16       |
| Hamburger SV             | 2009–10        | 24              | 5      | 1               | 0     | 10              | 1          | 35              | 6        |
| Hamburger SV             | 2010–11        | 24              | 2      | 1               | 0     | —               | —          | 25              | 2        |
| Hamburger SV             | 2011–12        | 4               | 0      | 1               | 0     | —               | —          | 5               | 0        |
| összesen                 | összesen       | 52              | 7      | 3               | 0     | 10              | 1          | 65              | 8        |
| Juventus                 | 2011–12        | 4               | 0      | 1               | 0     | —               | —          | 5               | 0        |
| összesen                 | összesen       | 4               | 0      | 1               | 0     | —               | —          | 5               | 0        |
| Werder Bremen            | 2012–13        | 24              | 0      | 1               | 1     | —               | —          | 25              | 1        |
| Werder Bremen            | 2013–14        | 33              | 4      | 0               | 0     | —               | —          | 33              | 4        |
| Werder Bremen            | 2014–15        | 9               | 0      | 1               | 0     | —               | —          | 10              | 0        |
| összesen                 | összesen       | 66              | 4      | 2               | 1     | —               | —          | 68              | 5        |
| Southampton (kölcsönben) | 2014–15        | 16              | 2      | 1               | 0     | —               | —          | 17              | 2        |
| összesen                 | összesen       | 16              | 2      | 1               | 0     | —               | —          | 17              | 2        |
| Feyenoord                | 2015–16        | 31              | 8      | 6               | 0     | —               | —          | 37              | 8        |
| Feyenoord                | 2016–17        | 24              | 9      | 4               | 1     | 3               | 0          | 31              | 10       |
| összesen                 | összesen       | 55              | 17     | 10              | 1     | 3               | 0          | 68              | 18       |
| İstanbul Başakşehir      | 2017–18        | 24              | 5      | 0               | 0     | 8               | 3          | 32              | 8        |
| İstanbul Başakşehir      | 2018–19        | 14              | 1      | 2               | 0     | 1               | 0          | 17              | 1        |
| összesen                 | összesen       | 38              | 6      | 2               | 0     | 9               | 3          | 49              | 9        |
| Teljes karrier           | Teljes karrier | 354             | 53     | 25              | 6     | 35              | 5          | 410             | 64       |

1. ↑  Magába foglalja a KNVB kupán és a DFB-Pokalon való pályára lépéseit is.
2. ↑  Magába foglalja a Bajnokok ligáján, az Európa-ligán, az Intertotó-kupán és az UEFA-szuperkupán való pályára lépéseit is.

## Sikerei, díjai
- Juventus
  - Olasz bajnok: 2011–12

- Feyenoord
  - Holland bajnok: 2016–17
  - Holland kupa: 2015–16

## Külső hivatkozások
- Eljero Elia (angol nyelven). worldfootball.net
- Eljero Elia (angol nyelven). national-football-teams.com
- Eljero Elia (angol nyelven). uefa.com
- Eljero Elia (német nyelven). kicker.de
- Eljero Elia (német nyelven). fussballdaten.de
- Eljero Elia (német nyelven). fussballdaten.de